# Cipasung (Lemahsugih)
Cipasung is een bestuurslaag in het regentschap Majalengka van de provincie West-Java, Indonesië. Cipasung telt 2142 inwoners (volkstelling 2010).